# Кан (Лот)
Кан (фр. Cambes) насеље је и општина у јужној Француској у региону Миди Пирене, у департману Лот која припада префектури Фижак.
По подацима из 2011. године у општини је живело 319 становника, а густина насељености је износила 48,55 становника/km². Општина се простире на површини од 6,57 km². Налази се на средњој надморској висини од 320 метара (максималној 365 m, а минималној 236 m).

## Демографија
| 1962. | 1968. | 1975. | 1982. | 1990. | 1999. | 2011. |
| ----- | ----- | ----- | ----- | ----- | ----- | ----- |
| 241   | 247   | 194   | 229   | 258   | 286   | 319   |

График промене броја становника у току последњих година